# Bataljon van Sint-Patrick

De executie van de gevangengenomen Ieren bij Chapultepec

Het Bataljon van Sint-Patrick (Iers: ? Pádraig; Engels: Saint Patrick's Battalion, Spaans: Batallón de San Patricio) was een bataljon van het Mexicaanse leger dat uit Europese immigranten, voornamelijk Ieren en Duitsers, bestond. Het bataljon is vooral bekend doordat er voor en tijdens de Mexicaans-Amerikaanse Oorlog gedeserteerde soldaten uit het Amerikaanse leger in meevochten.
De desertie was vooral ingegeven door de sterke anti-katholieke sentimenten in de Verenigde Staten tijdens het midden van de 19e eeuw. Na het uitbreken van de oorlog tegen Mexico realiseerden Ierse Amerikanen van zich dat ze liever niet voor een protestants land een katholiek land bevochten. In 1846, onder leiding van Jon Riley, liepen ze over naar het Mexicaanse leger. Tijdens de Slag om Monterrey (21 september 1846) bevochten ze als een batterij artillerie aan Mexicaanse zijde voor het eerst de Amerikanen. In de maanden die volgden groeide het bataljon uit tot 800 man, waaronder andere Amerikaanse deserteurs maar ook Europese katholieken die al in Mexico woonden. Hoewel ze volgens de meest betrouwbare gegevens niet meer dan twee versterkte compagnieën (300 man) met Mexicaanse officieren vormden.
Ondanks hun buitengewone prestaties als artilleristen in verschillende veldslagen, vooral in de verdediging van Monterrey, waar ze met succes La Ciudadela verdedigden, en in de Slag bij Angostura, waarin ze een aanvallend bataljon decimeerden en twee Amerikaanse kanonnen veroverden, een actie waarvoor hun commandant en een aantal officieren de onderscheiding Kruis van Eer van Angostura ontvingen, werd op persoonlijk bevel van Antonio López de Santa Anna halverwege 1847 de San Patricios omgevormd tot een bataljon infanterie.
De San Patricios vochten vaak vastberadener dan de rest van het Mexicaanse leger, wetende dat ze waarschijnlijk gefusilleerd zouden worden als ze in handen van de Amerikanen zouden vallen. In de Slag bij Cerro Gordo dreigden zij zelfs de Mexicanen te beschieten wanneer zij het slagveld zouden ontvluchten. In deze veldslag, evenals bij de eerdere Slag bij Buena Vista, leidde het bataljon van Sint-Patrick zware verliezen. Het overgebleven deel vocht tijdens de Slag bij Churubusco (20 augustus 1847) nabij Mexico-Stad. Wegens een gebrek aan ammunitie zagen zij, evenals de andere onderdelen van het Mexicaanse leger, zich gedwongen over te geven. Een klein deel wist te vluchten en nam later nog deel aan de verdediging van Mexico-Stad.

## Einde van het bataljon
Leden van het St. Patrick's Battaljon die door het Amerikaanse leger waren gevangengenomen, kregen harde represailles te verduren: ze waren verantwoordelijk geweest voor enkele van de zwaarste gevechten waarbij aan de Amerikaans kant grote aantallen slachtoffers waren gevallen. Degenen die gediend hadden in het Amerikaanse leger voorafgaand aan de officiële oorlogsverklaring, onder wie kapitein Rilley, werden gegeseld en gebrandmerkt in het gezicht, met de letter "D" voor deserteurs en veroordeeld tot dwangarbeid. Degenen die na de oorlogsverklaring in het Mexicaanse leger kwamen, werden op drie verschillende dagen massaal als verraders opgehangen: op 9 september 1847 werden in San Ángel, voor de kerk van San Jacinto, 16 soldaten geëxecuteerd. Op 10 september werden er nog eens vier geëxecuteerd in Mixcoac. Op bevel van generaal Winfield Scott moesten dertig San Patricios worden geëxecuteerd op Chapultepec in het volle zicht van de twee legers terwijl ze vochten in de Slag om Chapultepec, precies op het moment dat de Amerikaanse vlag de Mexicaanse verving bovenop de citadel. Dit bevel werd uitgevoerd door kolonel William Harney, die beschimpt en uitgejouwd werd door de veroordeelde mannen. Terwijl hij toezicht hield op de ophangingen, beval Harney ook Francis O'Connor op te hangen, al waren de vorige dag zijn beide benen geamputeerd. Toen de legerchirurg de kolonel meedeelde dat de afwezige soldaat beide benen in de strijd had verloren, antwoordde Harney: "Breng die verdomde klootzak naar buiten! Mijn bevel was om er 30 op te hangen en bij God dat zal ik doen!".
Degenen die de oorlog overleefden, verdwenen uit de geschiedenis. Enkelen waren in staat om het land op te eisen dat door de Mexicaanse regering was beloofd. John Riley stierf eind augustus 1850 en werd op 31 augustus van dat jaar begraven in Veracruz, met de naam Juan Reley, dezelfde waarmee hij was ingeschreven in de archieven van het Mexicaanse leger. Datzelfde jaar nam het Mexicaanse leger het besluit om het bataljon te ontbinden.
De mening over het Bataljon van Sint-Patrick is sterk verschillend in de Verenigde Staten en in Mexico: in de Verenigde Staten gelden ze als verraders, terwijl zij in Mexico als helden beschouwd worden. De straat voor het convent van Churubusco waar zij zich overgaven is naar hen Mártires Irlandeses (Ierse Martelaren) genoemd, en tijdens Saint Patrick's Day wordt in Mexico extra aandacht besteed aan de daden van de San Patricios.